# Космос-2438
Космос-2438 је један од преко 2400 совјетских вјештачких сателита лансираних у оквиру програма Космос.
Космос-2438 је лансиран са космодрома Плесецк, Русија, 23. маја 2008. Ракета-носач је поставила сателит у орбиту око планете Земље. 